# Планиска јуричица
Планиска јуричица (лат. Linaria flavirostris) је мала смеђа птица певачица из породице зеба Fringillidae. То је делимично миграторна врста која се налази у јако раздвојеној распрострањености у северној Европи и у азијским планинама од источне Турске до Непала, западне Кине и Монголије. Углавном се храни ситним семеном, али повремено и инсектима.

## Таксономија
Планиска јуричица је формално описао шведски природњак Карл фон Лине у 10. издању своје „Systema Naturae“ 1758. године под биномним називом Fringilla flavirostris. Планиска јуричица и блиско сродне конопљарке су једно време биле смештене у род Carduelis, али су премештене у васкрснути род Linaria на основу филогенетске анализе митохондријалних и нуклеарних ДНК секвенци која је објављена 2012. године. Род је првобитно описао 1802. године немачки природњак Јохан Матеус Бехштајн   Име рода linaria је латински израз за ткача лана, од речи linum, „ лан “. Специфични епитет flavirostris значи „жутокљуни“.
Препознато је осам подврста:
- Linaria flavirostris flavirostris (Linnaeus, 1758) - Норвешка од истока до Кољског полуострва (северозапад Русије), делимично и северна Шведска и северна Финска; зимује на обалама Балтичког мора и Северног мора и у централној и источној Европи
- Linaria flavirostris pipilans (Latham, 1787) - северна Ирска и северна Британија; зимује до обале југоисточне Енглеске и североисточне Француске до источне Холандије
- Linaria flavirostris brevirostris (Bonaparte, 1855) - Турска, Кавказ и северни Иран
- Linaria flavirostris korejevi (Zarudny & Härms, 1914) - Јужни Урал до Каспијског језера, киргишке степе и планине Тјен Шан
- Linaria flavirostris altaica (Sushkin, 1925) - Јужна Русија (централни и источни Алтај и западне Сајанске планине и Република Тува) и западна и северна Монголија
- Linaria flavirostris montanella (Hume, 1873) - источни Киргистан, Памир-Алаи, Таџикистан, Јужни Узбекистан, западна централна Кина (западни Синђанг јужно до Каракорума, Кунлун Шан и Алтун Шан, од источног до северног Ћингхаја), Авганистан и северни Пакистан (Читрал, Гилгит-Балтистан)
- Linaria flavirostris miniakensis (Jacobi, A, 1923) - Источна Тибетанска висораван (Јужни Ћингхај и Источни Тибет) од источне до централне Кине (источна до Гансуа и Западног Сичуана)
- Linaria flavirostris rufostrigata (Walton, 1905) - Ладак, западна и јужна тибетанска висораван (западни и јужни Тибет) и северна Индија од источног до северног Непала

## Опис
Планиска јуричица је сличне величине и облика конопљарки (Linaria cannabina), 13,5-13,5 цм дужине. Нема црвену мрљу на глави и грудима коју имају конопљарка и јуричица (Acanthis flammea). Смеђе је боје са црним пругама одозго; одрасли мужјаци такође имају ружичасти надрепак, а незреле јединке и женке смеђи надрепак. Доњи део тела је жућкаст до беличаст, са смеђим пругама. Конусни кљун је жут зими, а сив лети. Оглашавање је веома карактеристично назално "тваа-ит", по коме је и добио енглеско име, а песма садржи брзе трилере и цвркуте. Планиске јуричице често формирају велика јата ван сезоне гнежђења, понекад помешане са другим зебама на обалама и сланим мочварама. Хране се углавном семеном.
Подврсте се разликују по перју, при чему је Linaria flavirostris pipilans из хипер-влажне океанске климе Британије и Ирске најтамнији (према Глогеровом правилу ), а Linaria flavirostris flavirostris у Скандинавији је следећи најтамнији. Азијске подврсте, које се налазе у много сушнијим планинским стаништима, су много светлије.

## Распрострањеност и станиште
Планиска јуричица се гнезди у северној Европи и преко Палеарктика до Сибира и Кине. Алпске травнате површине и ниско жбуње су омиљене за гнежђење; у азијском делу свог ареала, гнезди се на великим до веома великим надморским висинама, од 3.600-4.900 м, али током много хладнијих океанских лета северозападне Европе, гнезди се много ниже, и до нивоа мора у северозападној Ирској, западној и северној Шкотској и Норвешкој; овде је снажно повезана са традиционалном пољопривредом ниског интензитета на приобалним травњацима.
Планиска јуричица је делимично стационарна врста, а зими многе птице мигрирају даље на југ или се селе ка обалама. Нагло је опала у деловима свог ареала, посебно у Ирској.

## Понашање

### Гнежђење
Женка гради гнездо или на земљи или ниско у жбуњу, полажући 3-6 јаја. Јаја су светло или тамноплаве боје са променљивим тамнољубичасто-смеђим тачкама или мрљама које су углавном концентрисане око широког краја. Полажу се свакодневно и мере 17,4 мм x 13,2 мм. Женка их инкубира 12–13 дана. Младунце хране и брину оба родитеља, а добијају комплетно перје када напуне 11-12 дана. Хране се још две недеље након што напусте гнездо.
У Великој Британији, планинска јуричица је предмет неколико истраживачких пројеката на Пенинима, Шкотском горју и на обалама Северног Велса и Ланкашира. Записи показују да се птице источно од Пенинских брда зими селе на југоисточну обалу, а оне западно зимују између Ланкашира и Хебрида. Велшка популација зимује готово искључиво у Флинтширу. Подаци о прстеновању открили су да се планинске јуричице које се гнезде у различитим деловима Британије користе различита подручја за зимовање, и да се подручја за зимовање британске планинске јуричице не преклапају са подручјима за зимовање континенталне планинске јуричице.